# Dexcani Bajo
Dexcani Bajo är en ort i Mexiko, tillhörande kommunen Jilotepec i den västra delen av delstaten Mexiko. Orten hade 1 992 invånare vid folkräkningen 2010.